# Mayrac
Mayrac ist eine französische Gemeinde mit 256 Einwohnern (Stand 1. Januar 2022) im Département Lot in der Region Okzitanien. Sie gehört zum Arrondissement Gourdon und zum Kanton Souillac.
Nachbargemeinden sind Lachapelle-Auzac im Nordwesten, Baladou im Norden, Creysse im Osten, Saint-Sozy im Süden, Pinsac im Südwesten und Souillac im Westen.

## Bevölkerungsentwicklung
| Jahr      | 1962 | 1968 | 1975 | 1982 | 1990 | 1999 | 2008 | 2018 |
| --------- | ---- | ---- | ---- | ---- | ---- | ---- | ---- | ---- |
| Einwohner | 225  | 214  | 215  | 201  | 209  | 207  | 263  | 256  |

## Sehenswürdigkeiten
- Schloss von Mayrac
- Wasserturm

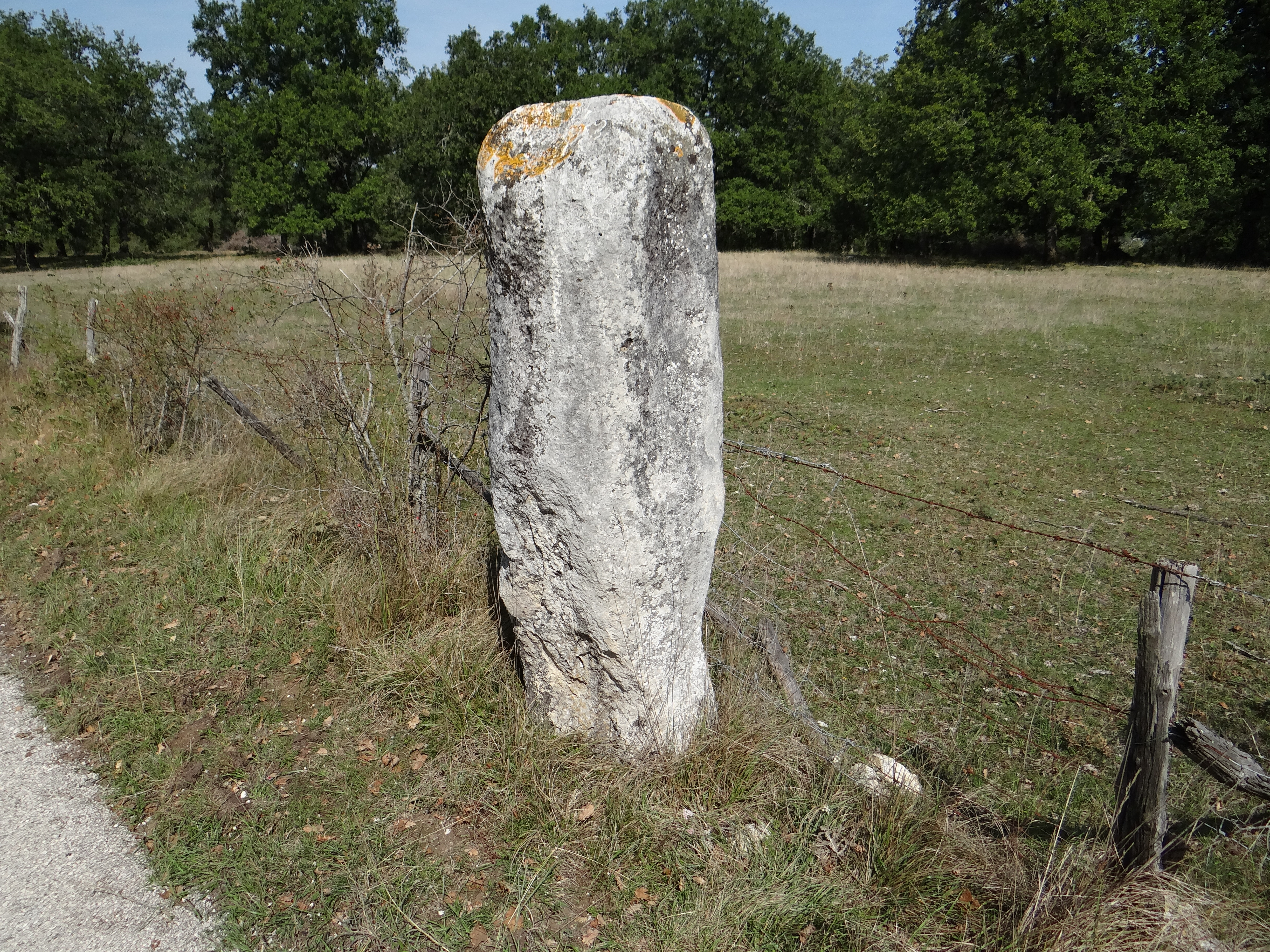
Megalith Pierre Plantée de Lascoux
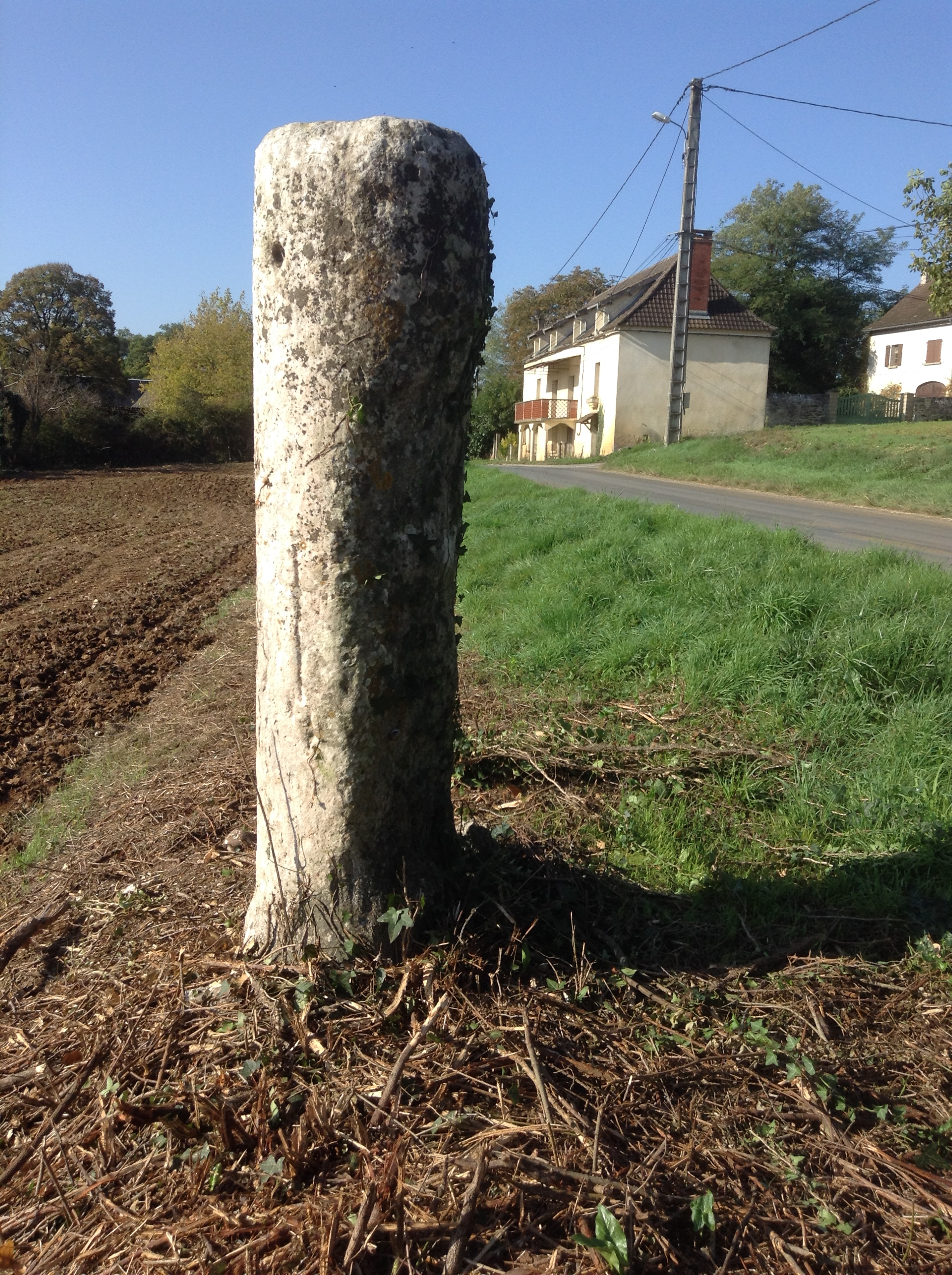
Megalith Pierre Plantée du Pigeon